# Zgrada knjižnice i arhiva na Marulićevu trgu u Zagrebu
Zgrada knjižnice i arhiva na Marulićevu trgu u Zagrebu izgrađena je 1913. godine za tadašnje Sveučilišnu knjižnicu i Zemaljski arhiv. Do preseljenja u novu zgradu 1995. godine u njoj se nalazila Nacionalna i sveučilišna knjižnica, a sada je u njoj Hrvatski državni arhiv.

## Povijest
Zgrada Kraljevske sveučilišne knjižnice otvorila je vrata javnosti 29. rujna 1913.; u umjetničkom senzibilitetu secesije, urešena djelima najuglednijih hrvatskih umjetnika (Roberta Frangeš-Mihanovića, Rudolfa Valdeca, Vlahe Bukovca, Mirka Račkoga, M. K. Crnčića, Bele Čikoša Sesije, Roberta Auera, Otona Ivekovića, Ferde Kovačevića, Ivana Tišova, Branimira Šenoe, Mile Vodsedalek), u urbanističkoj cjelini zagrebačke zelene potkove, po iznimno arhitektonskoj osnovi Rudolfa Lubinskog koji je njome ostvario eminentan kulturni pomak Zagreba u prvoj dekadi dvadesetog stoljeća. Velika dvorana čitaonice, natkriljena kupolom s prepoznatljivim simbolom mudrosti (šesnaest sova) na rubovima koja je studentima Sveučilišne knjižnice zatvorila vrata 17. veljače 1996., (p)ostala je jednom od prepoznatljivih zagrebačkih vizura.
Prvi zahtjevi za samostalnom zgradom (podsjećamo da je Knjižnica do 1773. bila smještena na Katarininu trgu, u zgradi današnje Gornjogradske gimnazije, a od 1883. u zgradi današnjeg Rektorata) potječu od tadašnjeg upravitelja Ivana Kostrenčića (1874. – 1911.), prvog koji je izradio pravila za Knjižnicu, ugledavši se na ustrojstvo austrijskih.
Knjižnica se tijekom 19. st. povećavala brojnim darovnicama (među kojima se izdvajaju one Josipa Sermagea, Eleonore Patačić i Maksimilijana Vrhovca te zaslugom Ise Kršnjavog otkupljene knjižnice Antona Springera, bana Nikole Zrinskog i Ljudevita Gaja) pa je Kostrenčića u nastojanjima za novim prostorom podržao Velimir Deželić, prvi upravitelj Knjižnice (Kraljevske sveučilišne) na Marulićevu trgu. Knjižničarom postaje Matija Smodek koji je knjižnu građu uskladio prema tadašnjim knjižničarskim pravilima. Prva prava modernizacija slijedi za vrijeme Bachova apsolutizma, kada prema zakonskoj odredbi postaje glavnom knjižnicom zemlje uz stalnu dotaciju s naslovom Bibliotheca nationalis. Godine 1875. pridodana joj je i imovina Muzejske knjižnice, utemeljene u vrijeme ilirskog pokreta.
Od 1914. u prostorijama Sveučilišne knjižnice nalazi se i Metropolitana, bogata zbirka knjiga i dokumenata Kaptolske prvostolne crkve. Usprkos osiguranim prostorima u novoj zgradi, Metropolitana je zadržala staru lokaciju na Marulićevu trgu.

## Umjetnička djela
Na sjevernoj strani zgrade iznad glavnog ulaza u zgradu nalaze se četiri reljefa, koje je izradio kipar Robert Frangeš, a simboliziraju tadašnja četiri fakulteta sveučilišta. Na onom mudroslovlja filozof koji motri golu istinu lik je dra Velimira Deželića. Na južnoj fronti zgrade nalazi se rad kipara Rudolfa Valdeca.
Atrij je ukrašen slikama, koje prikazuju krajolike u historiji hrvatske kulture, istaknute gradove, i to lijevo Senj (slikar M. Crnčić), Dubrovnik (slikar O. Iveković), nad ulazom u veliku čitaonicu: Zagreb (slikar F. Kovačević) s pogledom na nekadašnju akademiju, gdje se nalazila "Bibliotheca Regiae Academiae Zagrebiensis" koja je začetak sveučilišne knjižnice. Na desnoj strani: Đakovo (slikar R. Kovačević), Jajce (slikar G. Jurkić); profesorska čitaonica ukrašena je slikama I. Tišova ("Lijepe umjetnosti" i "Primijenjene znanosti") i jednom R. Auera (Pallas Athena). U velikoj čitaonici na južnom zidu nalazi se velika slika Vl. Bukovca ("Razvitak hrvatske kulture"), zatim na južnom zidu tri su slike M. Račkoga (s temom nauka u starom, srednjem i novom vijeku). Usadjeni u drvenu oplatu nalaze se dekorativni reljefi M. Vodsedalek.
Unutarnje uređenje sveučilišne knjižnice bilo je dovršeno u ljetnim mjesecima 1913. Zgrada je predana knjižničkoj upravi 29. rujna 1913, a već 11. listopada 1913. počelo je preseljavanje knjižničke imovine u novu zgradu.

## Galerija
- Filozofija, Robert Frangeš, filozof koji motri golu istinu lik je dr. Velimira Deželića
- Justicija, Robert Frangeš
- Medicina, Robert Frangeš
- Teologija, Robert Frangeš
- Senj, Menci Klement Crnčić
- Dubrovnik, Oton Iveković
- Zagreb, Ferdo Kovačević
- Đakovo, Ferdo Kovačević
- Razvitak hrvatske kulture, Vlaho Bukovac, smještena iznad središnjeg nosivog luka slika prikazuje povorku od 27 hrvatskih velikana
- Nastava starog vijeka, Mirko Rački, prikazani su na lijevoj strani kentaur Chiron kako podučava Achila svirati dvojnicu, a na desnoj strani dva bacača diska, kompoziciju u sredini povezuje bista Homera
- Nastava novog vijeka, Mirko Rački, prikazani su avijatičar pred avionom i prirodoslovac s mikroskopom i anatomskim skeletom u pozadini
- Nastava srednjeg vijeka, Mirko Rački, prikazani su lijevo Dante i Toma Akvinski desno
- Usađeni u drvenu oplatu nalaze se dekorativni reljefi Mile Vodsedalek

### Profesorska čitaonica
- Profesorska čitaonica u današnjem Hrvatskom državnom arhivu. Nalazi se na istočnoj strani atrija, prva do Velike čitaonice. Svi supraporti ukrašeni su uljima na platnu.
- Platno Ivana Tišova Artes Liberales (Paris 1914.)
- Platno Roberta Auera Pallas Athena (Zagreb 1913.) nad izlazom iz Profesorske čitaonice
- Velki prozor na istočnoj strani sastoji se od šest prozorskih krila ukrašenih vitrajima
- U sredini prostorije nalaze se dva stola s po osam polunaslonjača. Svjetiljke u Profesorskoj čitaonici, izvedene u Beču prema nacrtu Lubyskog, karakterističnog su secesijskog oblika od opalnog stakla
- Platno Ivana Tišova Scientiae Naturales/Scientiae Scholasticae (Paris 1913.)

## Vanjske poveznice

### Sestrinski projekti
|  | Zajednički poslužitelj ima još gradiva o temi Hrvatski državni arhiv |

### Mrežna sjedišta
- Portal NSK  Arhivirana inačica izvorne stranice od 18. veljače 2012. (Wayback Machine)